# Leon Wituski
Leon Ladislaus Wituski (ur. 27 czerwca 1825 w Markowicach, zm. 27 stycznia 1900) – polski przyrodnik, matematyk, nauczyciel Gimnazjum św. Marii Magdaleny w Poznaniu. Członek Towarzystwa Pomocy Nauk. Członek Poznańskiego Towarzystwa Przyjaciół Nauk w latach 1894–1900. Członek korespondent Towarzystwa Nauk Ścisłych w Paryżu.

## Życiorys
15 stycznia 1853 obronił pracę doktorską z dziedziny filozofii na Uniwersytecie Humboldtów w Berlinie De maximis atque minimis valoribus functionum algebraicarum w radzie egzaminacyjnej zasiedli Peter Gustav Lejeune Dirichlet, Ernst Eduard Kummer. Walnie przyczynił się do zdania matury przez Jana Kasprowicza - skreślił na jego świadectwie ocenę niedostateczną z matematyki, poprawiając na dostateczną i stawiając dopisek: znając wartości kandydata. Jego grób znajduje się na Cmentarzu Zasłużonych Wielkopolan.

## Życie prywatne
Zawarł związek małżeński z Heleną Walerya z domu Szafarkiewiczów w 1857.
Synowie i córki:
- Michał Wituski (ur. 27 września 1859, zm. 29 stycznia 1928), ksiądz.
- Jan Wituski (ur. 16 maja 1862)
- Katarzyna Wituska (ur. 29 kwietnia 1864)
- Stefan Wituski (ur. 14 lipca 1865, zm. 21 maja 1920)
- Tadeusz Wituski (ur. 23 maja 1867, zm. 31 października 1934), aptekarz, działacz naukowy.
- Helena Anna Wituska (ur. 18 maja 1869, zm. 1909), żona Adama Wolińskiego.

Prawnukiem Leona jest Andrzej Wituski (ur. 1932) prezydent Poznania (1982–1990).

## Literatura
- O Życiu i dziele optycznem Villetona, 1870 r. s. 80

Jest to pierwsza oparta na naukowych źródłach praca o Witelonie. Wituski analizuje dawniejsze wiadomości o osobie Witelona, stwierdza że autor Perspektywy pochodzi ze Śląska, podkreśla jego polskość, daje krótki życiorys Witelona wypowiada się przeciwko utożsamieniu osoby Witelona z osobą Ciołka, zajmuje się spuścizną pisarską Witelona i jego biografiami, daje własną ocenę Perspektywy, analizując ją szczegółowo, podnosi zasługi, jakie dzięki temu dziełu położył Witelo dla nauki w średniowieczu i późniejszych wiekach, omawia recepcję Perspektywy na przestrzeni wieków. Praca Wituskiego należy do najsumienniej opracowanych biografii Witelona w XIX wieku.